# Dendrobium fanjingshanense
Dendrobium fanjingshanense är en orkidéart som beskrevs av Zhan Huo Tsi, Xiao Hua Jin och Y.W.Zhang. Dendrobium fanjingshanense ingår i släktet Dendrobium, och familjen orkidéer. Inga underarter finns listade i Catalogue of Life.